# Anché (Viena)
Anché és un municipi francès situat al departament de la Viena i a la regió de la Nova Aquitània. L'any 2007 tenia 302 habitants.

## Demografia

### Població
El 2007 la població de fet d'Anché era de 302 persones. Hi havia 120 famílies de les quals 36 eren unipersonals (12 homes vivint sols i 24 dones vivint soles), 40 parelles sense fills, 36 parelles amb fills i 8 famílies monoparentals amb fills.
La població ha evolucionat segons el següent gràfic:
Habitants censats

### Habitatges
El 2007 hi havia 176 habitatges, 120 eren l'habitatge principal de la família, 35 eren segones residències i 21 estaven desocupats. Tots els 174 habitatges eren cases. Dels 120 habitatges principals, 95 estaven ocupats pels seus propietaris, 18 estaven llogats i ocupats pels llogaters i 7 estaven cedits a títol gratuït; 2 tenien una cambra, 12 en tenien dues, 31 en tenien tres, 32 en tenien quatre i 43 en tenien cinc o més. 76 habitatges disposaven pel capbaix d'una plaça de pàrquing. A 51 habitatges hi havia un automòbil i a 59 n'hi havia dos o més.

### Piràmide de població
La piràmide de població per edats i sexe el 2009 era:
| Homes | Edats   | Dones |
| ----- | ------- | ----- |
| 0     | 95 o +  | 0     |
| 0     | 90 a 94 | 0     |
| 0     | 85 a 89 | 8     |
| 0     | 80 a 84 | 4     |
| 4     | 75 a 79 | 4     |
| 8     | 70 a 74 | 4     |
| 12    | 65 a 69 | 12    |
| 0     | 60 a 64 | 12    |
| 12    | 55 a 59 | 0     |
| 0     | 50 a 54 | 8     |
| 4     | 45 a 49 | 12    |
| 4     | 40 a 44 | 4     |
| 20    | 35 a 39 | 8     |
| 24    | 30 a 34 | 12    |
| 8     | 25 a 29 | 12    |
| 4     | 20 a 24 | 0     |
| 0     | 15 a 19 | 4     |
| 4     | 10 a 14 | 0     |
| 4     | 5 a 9   | 12    |
| 4     | 0 a 4   | 8     |

## Economia
El 2007 la població en edat de treballar era de 182 persones, 123 eren actives i 59 eren inactives. De les 123 persones actives 116 estaven ocupades (62 homes i 54 dones) i 7 estaven aturades (3 homes i 4 dones). De les 59 persones inactives 23 estaven jubilades, 20 estaven estudiant i 16 estaven classificades com a «altres inactius».

### Ingressos
El 2009 a Anché hi havia 131 unitats fiscals que integraven 318 persones, la mediana anual d'ingressos fiscals per persona era de 16.366,5 €.

### Activitats econòmiques
Dels 7 establiments que hi havia el 2007, 1 era d'una empresa alimentària, 1 d'una empresa de fabricació d'altres productes industrials, 2 d'empreses de construcció, 1 d'una empresa de comerç i reparació d'automòbils, 1 d'una empresa d'hostatgeria i restauració i 1 d'una empresa immobiliària.
Els 2 serveis als particulars que hi havia el 2009 eren fusteries.
L'any 2000 a Anché hi havia 16 explotacions agrícoles que ocupaven un total de 684 hectàrees.

## Poblacions més properes
El següent diagrama mostra les poblacions més properes.